# Ч (глас)
Безвучни тврди или посталвеоларни плозив јесте сугласник који се користи у малом броју говорних језика, укључујући српски. Симбол у Међународном фонетском алфабету који представља овај звук је углавном /tʃ/, а понекад је и /t͡ʃ/ или /t͜ʃ/.
Историјски гледано, овај звук често потиче од претходног безвучног веларног плозива /k/ (нпр. у српском језику: чоколада; исто у персијскозаливни дијалекат арапског језика, словенски језици, индоирански језици и романски језици), или безвучни надзубни плозив /t/ начином палатализације, посебно поред предњег самогласника  (нпр. у енглеском језику: nature; исто у амхарски, португалски, неки акценти египатског дијалекта арапског језика итд.).

## Карактеристике
Карактеристике безвучног тврдог плозива:
- Артикулација јесте сибилантни африкат, што значи да се производи тако што се прво потпуно заустави проток ваздуха, а затим се језиком усмери на оштру ивицу зуба, изазивајући високофреквентне турбуленције.
- Место артикулације је палато-алвеоларна, односно куполасти (делимично палатализовани) посталвеоларни, што значи да је зглобљен са оштрицом језика иза алвеоларног гребена, а предњи део језика скупљен („куполаст“) на непцу.
- Фонација јесте безвучна, што значи да се производи без вибрација гласних жица. У неким језицима гласне жице су активно одвојене, па је увек безгласно; код других су узице лабаве, тако да могу да поприме глас суседних звукова.
- Уснени је консонант, што значи да ваздух може да изађе само кроз уста.
- Средњи је консонант, што значи да се производи усмеравањем ваздушне струје дуж центра језика, а не у страну.
- Механизам струјања ваздуха јесте пулмонички, што значи да се артикулише гурањем ваздуха искључиво плућима и дијафрагмом, као у већини звукова.